# ルキウス・マルキウス・ケンソリヌス (紀元前149年の執政官)
ルキウス・マルキウス・ケンソリヌス（ラテン語: Lucius Marcius Censorinus 、生没年不明）は紀元前2世紀中頃の共和政ローマの政治家。紀元前149年にコンスル（執政官）、紀元前147年にケンソル（監察官）を務めた。

## 出自
ケンソリヌスはプレブス（平民）であるマルキウス氏族の出身。紀元前367年のリキニウス・セクスティウス法によりプレブスも執政官になることが認められると、マルキウス氏族も高位の役職を得るようになった。後の紀元前1世紀に作られた系図では伝説的な愛国者グナエウス・マルキウス・コリオラヌスを先祖としているが、これが正しいとすれば王政ローマの第4代王アンクス・マルキウスにたどり着き、さらに母方をたどると第2代王ヌマ・ポンピリウスにつながる。古代の系図学者は、マルキウス氏族はヌマ・ポンピリウスの血をひくことから、軍神マールスの子孫としている。
紀元前4世紀半ばにガイウス・マルキウス・ルティルスは、プレブス出身者として始めて独裁官（ディクタトル）と監察官に就任し、また執政官を四度務めている。この点について、ドイツの歴史家ミュンツァーは、マルキウス氏族は実際にはパトリキ（貴族）の起源を持つと推察している。
ケンソリヌスは、紀元前310年に執政官を務め、監察官に二度（紀元前294年、265年）就任したガイウス・マルキウス・ルティルス・ケンソリヌスの子孫である。彼がケンソリヌスのアグノーメン（愛称）を得、以降彼の子孫はそれをコグノーメン（第三名、家族名）とするようになった。但し、中間の人物は分かっていない。カピトリヌスのファスティによればケンソリヌスの父も祖父もプラエノーメン（第一名、個人名）はガイウスであるが、名前以外は分からない。

## 経歴
古代の資料にクィントゥス・フルウィウス・ノビリオルと共にアエディリス・クルリス（上級按察官）を務めたルキウス・マルキウスという人物が登場するが、これはケンソリヌスのことと思われる。両者は劇作家テレンティウスの『義母』の三度目の公演を企画している。現代の研究者は、この年代を紀元前160年頃、遅くとも紀元前156年と推定している。ケンソリヌスが何時プラエトル（法務官）に就任したかは知られていない。ウィッリウス法で執政官になるには法務官の経験が必要で、その間隔は最低3年とされていることから、遅くとも紀元前152年には法務官を務めたはずである。
ケンソリヌスは紀元前149年に執政官に就任する。同僚はやはりプレブスのマニウス・マニリウスであった。このとき、カルタゴとの関係が急速に悪化しており、両執政官は元老院からアフリカに渡るように命令された（この際、カルタゴを破壊するまで戦闘行為を停止しないよう秘密命令を受けていた）。ケンソリヌスはローマ海軍を指揮し、陸軍の指揮はマニリウスが執ることとなった。ウティカに上陸した両執政官はカルタゴの良家子息300人をローマに人質に差し出し、全ての武器を引渡せと要求した。引渡しを終わると、ローマはさらに要求を加え、現在の都を廃し、10マイル以上の内陸に遷都するよう要求した。港湾を持てない内陸部に新たに一から首都を建設するなど、交易国家カルタゴの消滅に等しく、到底承服しかねる条件であった。このためカルタゴはローマの要求を拒否し、国土防衛の準備を始めた。
両執政官はカルタゴのこの動きを察知しておらず、敵の抵抗は重大なものではないと考えていた。しばらくの後、彼らはカルタゴに向けて軍隊を移動させたが、撃退されてしまい包囲戦が開始された。その後は、軍事面において両執政官がまったくの無能であることが明らかになるばかりであった。戦闘においてカルタゴ軍は常に主導権を握り、ローマ軍は戦闘だけでなく伝染病でも大損害を被った。ローマ軍が壊滅しなかったのは、一人の有能な士官プブリウス･コルネリウス・スキピオ・アエミリアヌスのおかげであった。結局、紀元前148年の夏、ケンソリヌスはアフリカからローマに戻った。
この失敗にもかかわらず紀元前147年に政治歴の頂点を極め、監察官に就任した。同僚はルキウス・コルネリウス・レントゥルス・ルプスであった。

## 子孫
ケンソリヌスにはガイウスと言う息子がいた。また孫のルキウスは紀元前82年に造幣官を務めており、もう一人の孫ガイウスはガイウス・マリウスの支持者の一人であり、ローマ内戦でスッラに敗れて戦死した。

## 文学
詩人ガイウス・ルキリウスは、ケンソリヌスを題材とした哲学作品を書き、彼に捧げている。

## 参考資料

### 古代の資料
- アッピアノス『ローマ史』
- カピトリヌスのファスティ
- プルタルコス『対比列伝』
- ガイウス・スエトニウス・トランクィッルス『皇帝伝』
- マルクス・トゥッリウス・キケロ『アカデミカ』

### 研究書
- Rodionov E. Punic wars. - SPb. : St. Petersburg State University, 2005 .-- 626 p. - ISBN 5-288-03650-0 .
- Broughton R. Magistrates of the Roman Republic. - New York, 1951. - Vol. I. - P. 600.
- Münzer F. Marcius // Paulys Realencyclopädie der classischen Altertumswissenschaft . - 1930. - Bd. IV. - S. 1535-1540.
- Münzer F. Marcius 46 // Paulys Realencyclopädie der classischen Altertumswissenschaft . - 1930. - Bd. IV. - S. 1552-1554.
- Münzer F. Römische Adelsparteien und Adelsfamilien. - Stuttgart, 1920.